# 1974 год в истории изобразительного искусства СССР
1974 год был отмечен рядом событий, оставивших заметный след в истории советского изобразительного искусства.

## События
- Выставка произведений ленинградских художников к 30-летию разгрома фашистских войск под Ленинградом открылась в залах Ленинградского отделения Союза художников РСФСР.
- Выставка «Куинджи Архип Иванович и его ученики» открылась в Музее Академии художеств в Ленинграде.
- Выставка произведений И. И. Бродского к 90-летию со дня рождения художника открылась в Музее Академии художеств в Ленинграде.[1]

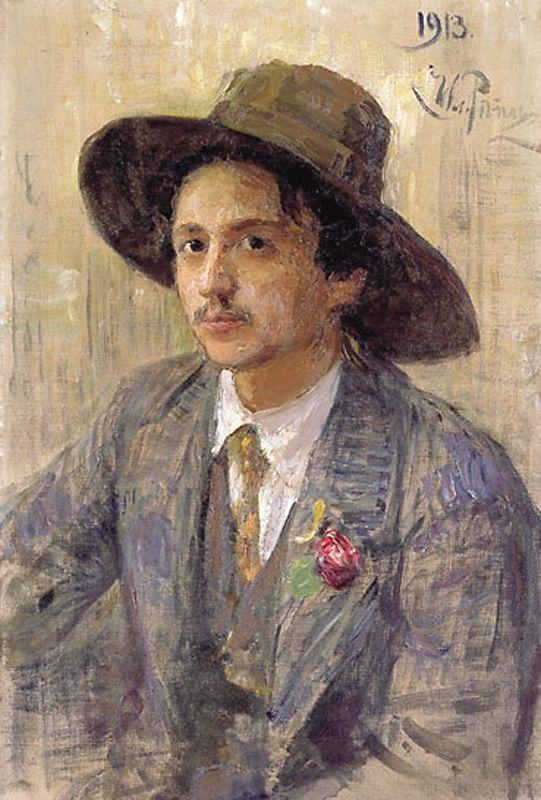
И. И. Бродский
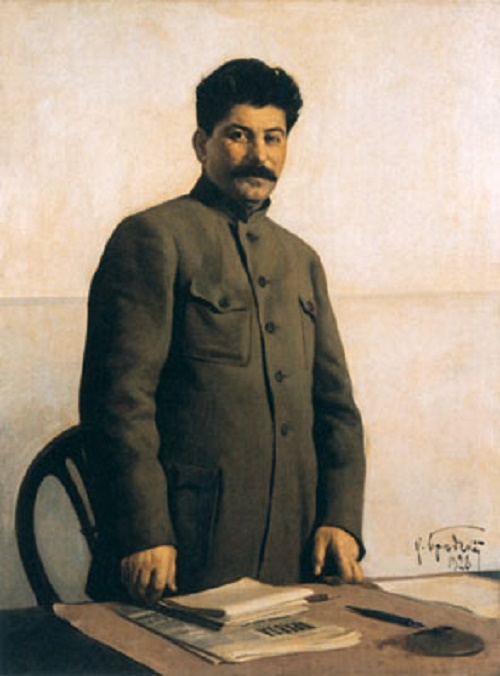
Сталин. 1928
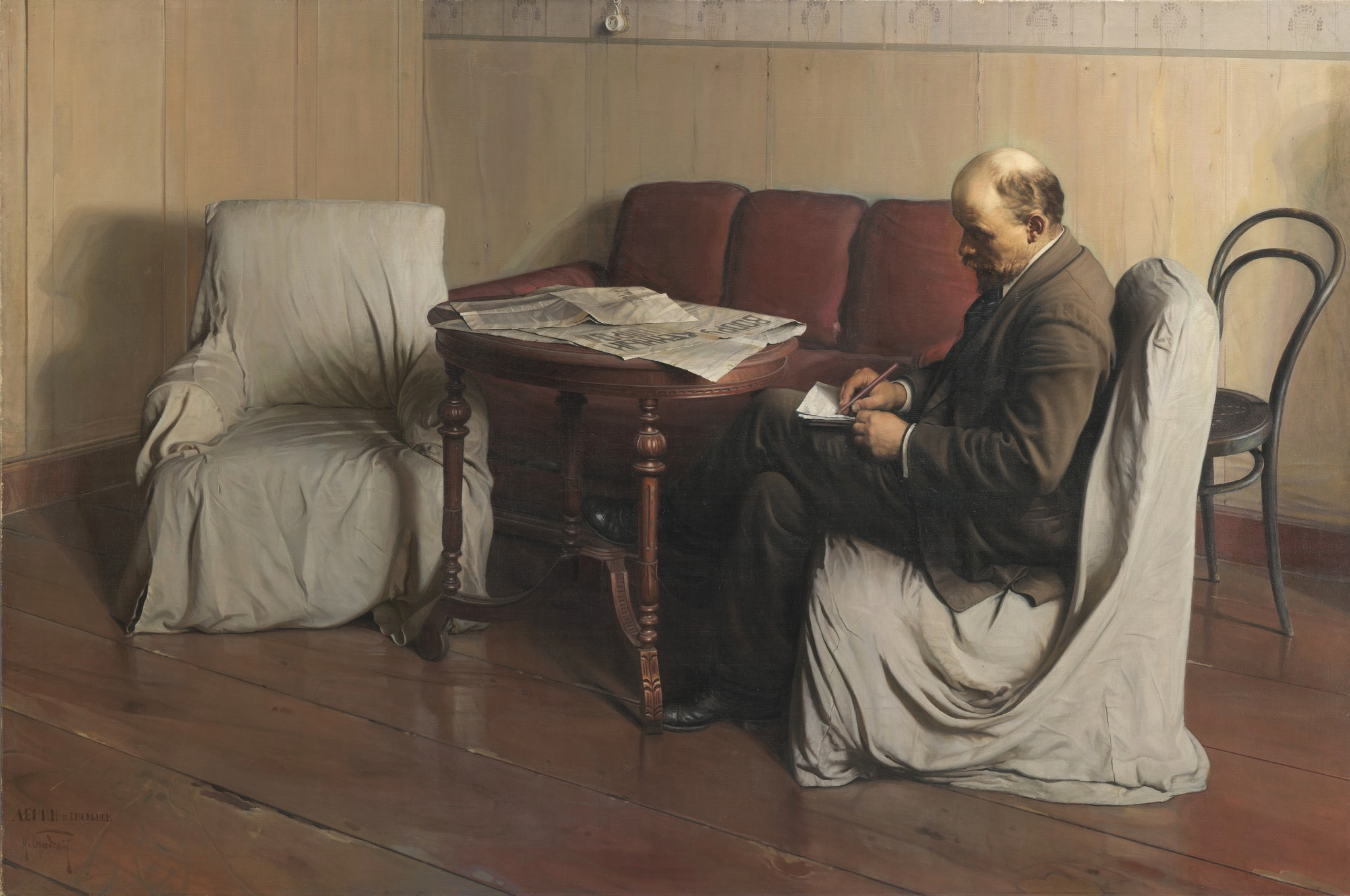
Ленин в Смольном. 1932
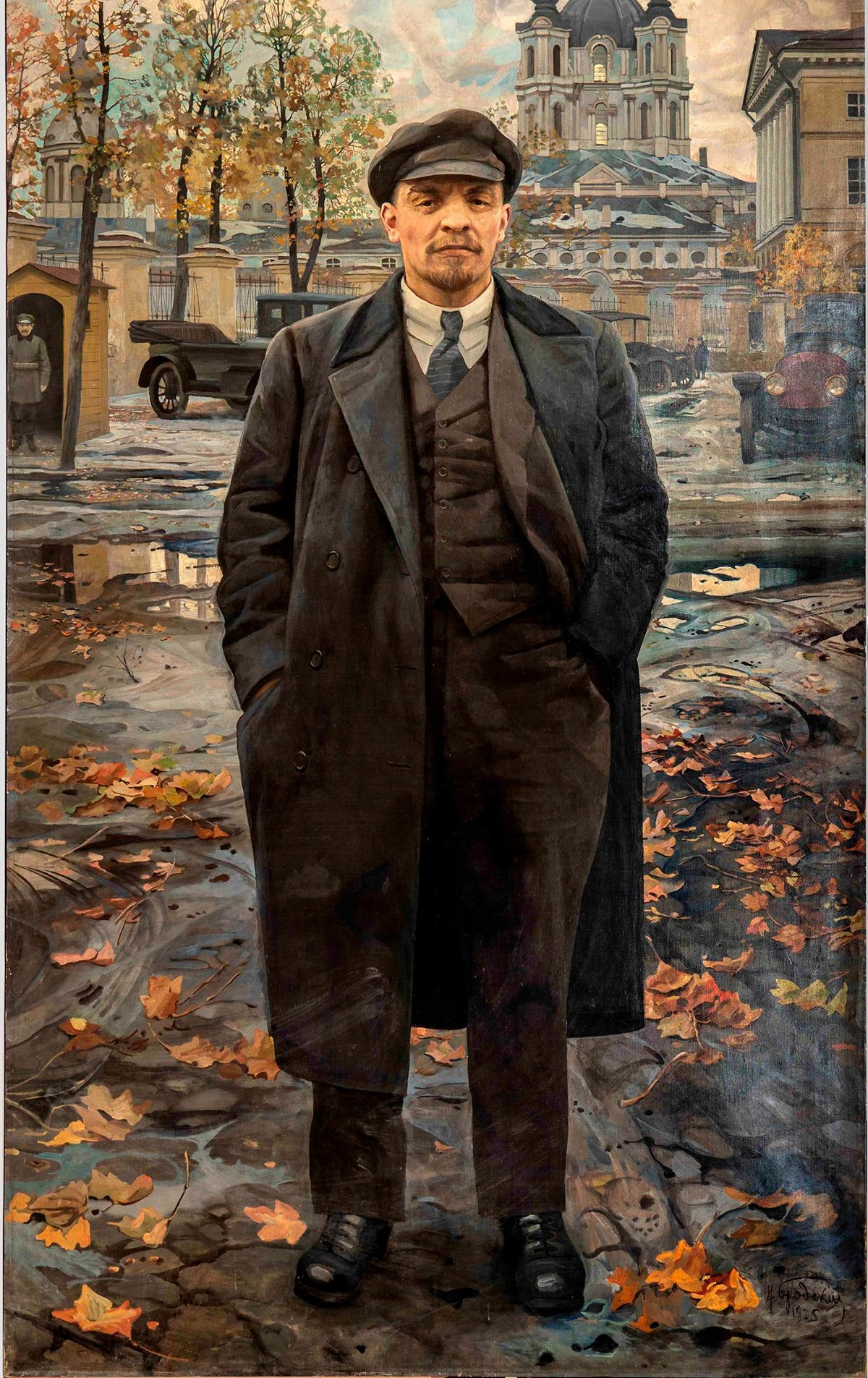
Ленин у Смольного. 1925

- Выставка произведений Самохвалова Александра Николаевича к 80-летию со дня рождения художника открылась в залах Государственного Русского музея в Ленинграде.[2]
- Весенняя выставка произведений ленинградских художников 1974 года открылась в залах Ленинградского отделения Союза художников РСФСР с участием Вениамина Борисова, Николая Галахова, Ивана Годлевского, Ирины Добряковой, Михаила Козелла, Энгельса Козлова, Майи Копытцевой, Елены Костенко, Геворка Котьянца, Владимира Кранца, Ярослава Крестовского, Бориса Лавренко, Ивана Лавского, Олега Ломакина, Веры Назиной, Михаила Натаревича, Сергея Осипова, Николая Позднеева, Владимира Саксона, Арсения Семёнова, Германа Татаринова, Николая Тимкова, Виталия Тюленева, Бориса Утехина, Леонида Фокина, Александра Шмидта, Лазаря Язгура и других мастеров изобразительного искусства Ленинграда.[3]
- Выставка произведений Яковлева Андрея Алексеевича открылась в залах Ленинградского отделения Союза художников РСФСР.[4]
- Выставка «Современная советская живопись» в Токио, Япония.
- Выставка творческих союзов Ленинграда, посвящённая 50-летию присвоения городу имени В. И. Ленина.
- Выставка произведений Орешникова Виктора Михаиловича к 70-летию со дня рождения художника открылась в Музее Академии художеств в Ленинграде.[5]
- Областная художественная выставка «Наш Север» открылась в Архангельске[6].
- XV областная художественная выставка открылась в октябре в Томске. Экспонировалось 210 произведений живописи, скульптуры и графики 52 авторов[7].
- Выставка произведений Рейхета Виктора Иосифовича открылась в Музее Академии художеств в Ленинграде.[8]
- Выставка произведений Подляского Юрия Станиславовича открылась в залах Ленинградского отделения Союза художников РСФСР.[9]
- IV Зональная выставка «Советский Север» открылась в Вологде[10].
- Выставка произведений художника А. Буланкина открылась в августе в Москве в выставочных залах Союза художников РСФСР[11].
- Дом-музей семьи художника Корина Павла Дмитриевича открылся в Палехе Ивановской области.
- Выставка произведений художника Смирнова Фёдора Ивановича открылась в сентябре в Москве в выставочных залах Союза художников РСФСР[12].
- Выставка в Доме Культуры имени И. И. Газа, вошедшая в историю ленинградского андеграунда как первая разрешённая выставка «неофициального искусства».[13]
- 22 декабря — Зональная художественная выставка «Край Чернозёмный» открылась в Орле[14][15].

## Скончались
- 12 апреля — Вучетич Евгений Викторович, советский скульптор-монументалист, Народный художник СССР, действительный член и вице-президент Академии художеств СССР, Герой Социалистического Труда, пятикратный лауреат Сталинской премии, лауреат Ленинской премии (род. в 1908).
- 25 апреля — Каплун Адриан Владимирович, график, живописец, Заслуженный художник Российской Федерации (род. в 1887).
- 12 июля — Анненков Юрий Павлович, русский живописец, график и театральный художник, с 1924 года живший во Франции (род. в 1889).
- 28 октября — Криммер Эдуард Михайлович, советский график, живописец и прикладник, театральный художник (род. в 1900).
- 12 ноября — Попков Виктор Ефимович, русский советский живописец (род. в 1932).
- 25 ноября — Муравин Лев Давидович, советский скульптор и педагог (род. в 1906).
- 27 декабря — Иванова Нина Александровна, русская советская художница, живописец (род. в 1919)

### Полная дата неизвестна
- Малагис Владимир Ильич, советский живописец и график, Заслуженный художник Российской Федерации (род. в 1902).
- Лизак Израиль Львович, советский живописец (род. в 1905).